# Ozerți, Horohiv
Ozerți (în ucraineană Озерці) este un sat în comuna Raciîn din raionul Horohiv, regiunea Volînia, Ucraina.

## Demografie
Componența lingvistică a localității Ozerți
     Ucraineană (99,48%)
     Alte limbi (0,52%)
Conform recensământului din 2001, majoritatea populației localității Ozerți era vorbitoare de ucraineană (99,48%), existând în minoritate și vorbitori de alte limbi.